# Hopea
Pour l’article ayant un titre homophone, voir OPA.
Genre
Classification phylogénétique
Hopea est un genre de plantes à fleurs de la famille des Dipterocarpaceae. Il regroupe environ 100 espèces d'espèces d'arbres de grande taille, originaires du sud-est asiatique, depuis le Sri Lanka et le sud de l'Inde jusqu'en Chine et Nouvelle-Guinée.

## Liste espèces

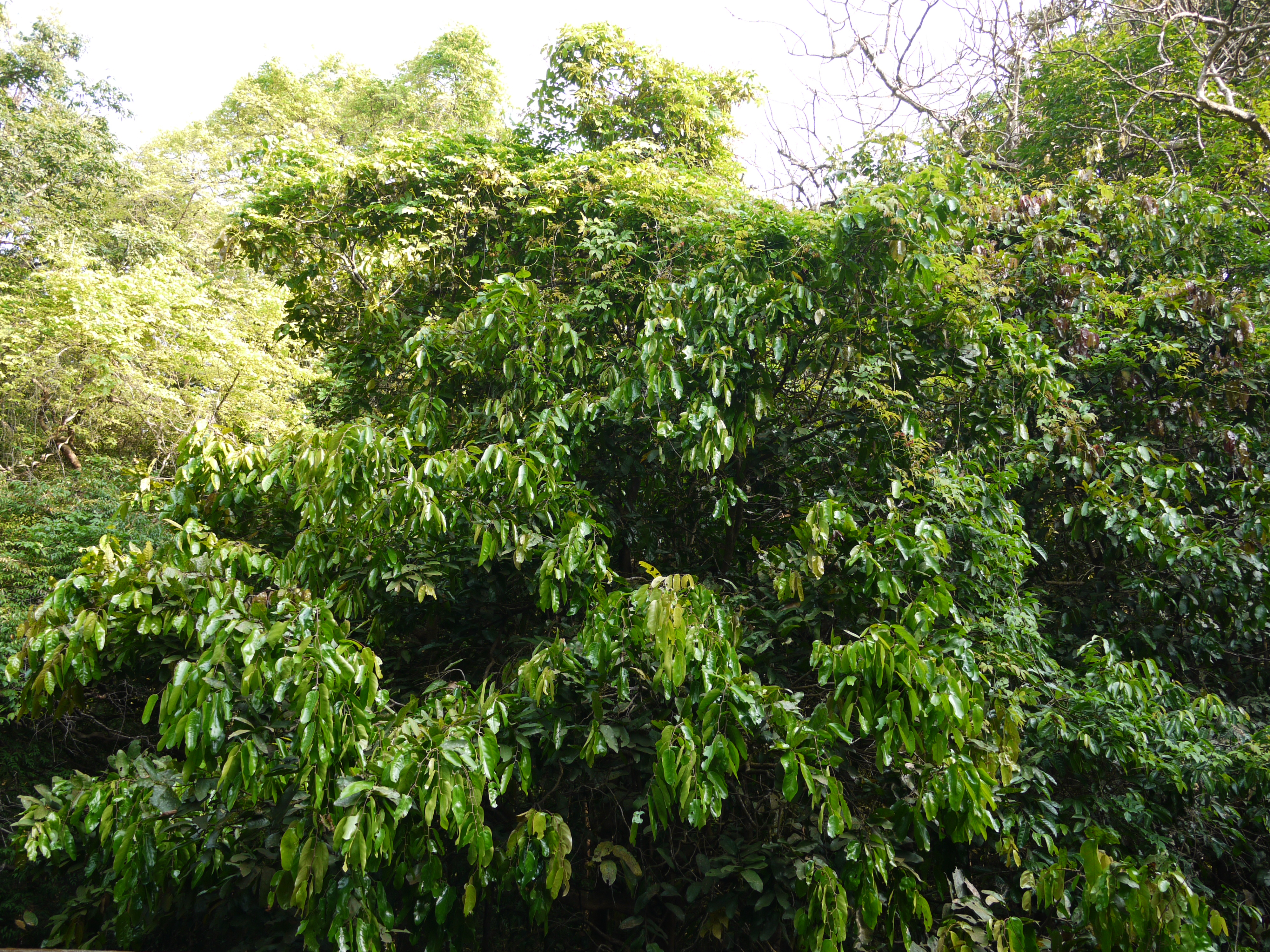
Hopea ponga.

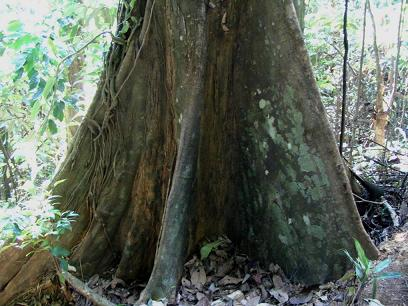
Base du tronc de Hopea beccariana.

| - Hopea acuminata - Hopea aequalis - Hopea altocollina - Hopea andersonii P.S.Ashton - Hopea apiculata - Hopea aptera - Hopea auriculata - Hopea bancana - Hopea basilanica - Hopea beccariana - Hopea bilitonensis - Hopea brachyptera - Hopea bracteata Burck - Hopea brevipetiolaris - Hopea bullatifolia P.S.Ashton - Hopea cagayanensis - Hopea canarensis - Hopea celebica - Hopea centipeda - Hopea cernua Teijsm. & Binn. - Hopea chinensis - Hopea cordata - Hopea cordifolia - Hopea coriacea - Hopea dasyrrhachia - Hopea depressinerva - Hopea discolor - Hopea dryobalanoides Miq. - Hopea dyeri F.Heim - Hopea enicosanthoides - Hopea erosa - Hopea exalata - Hopea ferrea | - Hopea ferruginea - Hopea fluvialis - Hopea foxworthyi - Hopea glabra - Hopea glabrifolia - Hopea glaucescens - Hopea gregaria - Hopea griffithii - Hopea hainanensis - Hopea helferi - Hopea hongayensis - Hopea inexpectata - Hopea jacobi - Hopea johorensis - Hopea kerangasensis - Hopea latifolia - Hopea longirostrata - Hopea malibato - Hopea megacarpa - Hopea mengerawan - Hopea mesuoides - Hopea micrantha - Hopea mindanensis - Hopea mollissima - Hopea montana - Hopea nervosa - Hopea nigra - Hopea nutans - Hopea oblongifolia - Hopea odorata - Hopea ovoidea - Hopea pachycarpa - Hopea parviflora - Hopea paucinervis | - Hopea pedicellata - Hopea pentanervia - Hopea philippinensis - Hopea pierrei - Hopea plagata - Hopea polyalthioides - Hopea ponga - Hopea pterygota - Hopea pubescens - Hopea quisumbingiana - Hopea racophloea - Hopea recopei - Hopea reticulata - Hopea rudiformis P.S.Ashton - Hopea rugifloia P.S.Ashton - Hopea samarensis - Hopea sangal - Hopea scabra - Hopea semicuneata - Hopea shingkeng - Hopea siamensis - Hopea sphaerocarpa - Hopea subalata - Hopea sublanceolata - Hopea sulcata - Hopea tenuivervula - Hopea thorelii - Hopea treubii F.Heim - Hopea ultima - Hopea utilis - Hopea vaccinifolia - Hopea wightiana - Hopea wyatt-smithii |